# Карпентер, Уильям Бенджамин
Уи́льям Бе́нджамин Ка́рпентер (англ. William Benjamin Carpenter; 1813—1885) — английский естествоиспытатель, медик, зоолог и физиолог, сыгравший немалую роль в становлении Лондонского университета.

## Биография
Родился 29 октября 1813 года в городе Эксетере. Старший сын унитарианского пастора Ланта Карпентера.
Учился сначала в Бристоле, затем изучал медицину в Лондонском и Эдинбургском университетах.
С 1839 года работал врачом в Эксетере, а в 1843 году переселился в столицу Британской империи. С 1847 года был экзаменатором по физиологии и сравнительной анатомии при Лондонском университете.
С 1849 по 1856 год работал профессором судебной медицины в Университетском колледже Лондона. В этот период была опубликована одна из наиболее известных работ Карпентера «Употребление алкогольных напитков и злоупотребление ими» (англ. Use and Abuse of Alcoholic Liquors), где учёный одним из первых высказал убеждение, что алкоголизм — это болезнь.
В 1856 году Карпентер занял влиятельное место регистратора в Лондонском университете, которое занимал более двадцати лет, вплоть до 1878 года.
За ряд научных работ в «Transactions of the Royal Society» учёный в 1861 году был удостоен большой Королевской медали Лондонского королевского общества.
В 1868, 1869 и 1870 годах вместе с Чарлзом Уайвиллом Томсоном руководил экспедициями судов «Lightning» и «Porcupine», снаряжённых английским правительством по представлению Королевского общества для исследования глубин океана. Исследования эти окончательно установили факт, что глубины океана не только не лишены животной жизни, но представляют богатую и своеобразную фауну; вместе с тем было получено множество данных по физической географии моря, так как во время этих экспедиций впервые был применен термометр, приспособленный для глубоководных исследований. Результаты этих исследований помещались в «Transactions» Королевского общества, а затем были изложены и в широкой печати.
В последние годы жизни принимал участие в научной полемике против английских спиритуалистов.
Уже после смерти учёного был издан сборник его трудов «Природа и человек. Очерки научные и философские» (англ. Nature and man. Essays scientific and philosophical; Лондон, 1888).

## Избранная библиография
- «Principles of general and comparative physiology» (1839, 9-е изд. в 1854),
- «Principles of human physiology» (1844, 9 изд. в 1881),
- «Principles of comparative physiology» (1853),
- «Principles of general physiology» (1854),
- «On the use and abuse of alcoholic liquors» (1850),
- «The microscope and its revelations» (1656, 6 изд. 1881)
- «Mesmerism and Spiritualism historically considered» (Лондон, 1877).

### Публикации на русском языке
- Основания физиологии ума с их применениями к воспитанию и образованию ума и изучению его болезненных состояний — СПб., 1877—1887;
  - Том I
- Месмеризм, одилизм, столоверчение и спиритизм с исторической и научной точек зрения — СПб., 1878;